# Wyscha
Die Wyscha (russisch Вы́ша) ist ein 179 km langer rechter Nebenfluss der Zna in den Föderationskreisen Wolga und Zentralrussland. Der Oberlauf oberhalb der Einmündung der Uschinka von rechts heißt Noksa (russisch Нокса).

## Verlauf
Die Wyscha entspringt in einem Waldgebiet nahe dem Dorf Tscherkasskoje in der Oblast Pensa auf einer Höhe von etwa 220 m.
Die Wyscha fließt in überwiegend nordnordwestlicher Richtung. Dabei bildet sie kurzzeitig die Grenze zu Mordwinien.
Die Wyscha mündet schließlich in der Oblast Rjasan in die Mokscha, 51 km oberhalb deren Mündung in die Oka. 

## Hydrologie
Die Wyscha entwässert ein Areal von 4570 km².
Der Fluss wird von der Schneeschmelze sowie von Niederschlägen gespeist.
Er ist zwischen November und Ende März / Anfang April eisgedeckt.
Zumindest in der Vergangenheit wurde auf der Wyscha Flößerei betrieben.